# Sarah Dash
Sarah Dash, (Trenton (New Jersey), 1945. augusztus 18. – Trenton (New Jersey), 2021. szeptember 20.) amerikai énekesnő, szövegszerző. A Patti LaBelle & The Bluebelles (később Labelle) tagja tagja volt. Énekesnőként, stúdiózenészként, vokálosként dolgozott a The Rolling Stones és Keith Richards mellett.

## Pályafutása
Sarah Dash tizenhárom gyermek közül a hetedik volt egy afroamerikai családban. Apja püspök volt az evangélikus egyházban. Tizenévesként ismerkedett meg Patti LaBelle-lel, akivel − egy másik taggal − megalapította a Labelle együttest. Világhírűvé váltak olyan slágerekkel, mint a Lady Marmalade. 
1978-ban szólókarrierbe kezdett, de nem aratott ugyanolyan elsöprő sikert, mint korábbi társaival. Részt vett a Labelle 2008-as újraegyesülésben is.
Négy stúdióalbumot adott ki, és olyan előadók mellett vokálozott, mint a The Rolling Stones, a Nile Rodgers és a The O'Jays. Számos szólóalbumon is szerepelt Labelle kollégáival. Hosszabb együttműködése volt Keith Richardsszal.
2011-ben Ari Golddal megalapították a „Sparkle” című duettet a Keith Richards „Between The Spirit & The Flesh” című albumához.
Sarah Dash rövid ideig volt férjnél, és nem voltak gyermekei. A „Dash of Diva” című önéletrajzi könyy szerzője. „Dash” írt és szerepelt egy azonos című, saját szerzeményű musicalben, amelyet a New Brunswick-i Cross Roads Színházban mutattak be. Társadalmi szerepvállalását a New York-i hajléktalan, gyermekes nők támogatására összpontosította.
Dash váratlanul hunyt el 2021. szeptember 20-án, 76 éves korában. Utolsó fellépése két nappal halála előtt volt Atlantic Cityben. Patti LaBelle felhívta Dash-t a színpadra, hogy együtt énekeljenek el egy dalt.

## Albumok
- Sarah Dash, 1978
- Ooh La La, Sarah Dash, 1980
- Close Enough, 1983
- You're All I Need, 1988

## Filmek
- Soul!, 1968
- Sgt. Pepper's Lonely Hearts Club Band (film), 1978
- Midnight Special, 1978
- Merv Griffin Show, 1978
- Dinah Shore Show, 1978
- Dance Fever, 1978
- Soul Train, 1978
- Don Kirshner's Rock Concert, 1978
- Watch Your Mouth („Tessie Bright” szerepében), 1978, PBS
- Soul Train, 1978
- Mr. Soul!, 2018 (archív felvételek)

- Sarah Dash az IMDb-n

## Díjak
- 2021: New Jersey Hall of Fame